# Ofelia Hambardzumyan
Ofelia Karapeti Hambardzumyan (en armenio: Օֆելյա Կարապետի Համբարձումյան; Ereván, Unión Soviética, 9 de enero de 1925 – Ereván, Armenia, 13 de junio de 2016) fue una cantante armenia de música popular.

## Biografía

### Infancia y juventud
Ofelia Hambardzumyan nació el 9 de enero de 1925 en Ereván en la RSS de Armenia (Unión Soviética). Desde muy joven, fue reconocida por su hermosa voz, cuando tocaba con el conjunto de instrumentos folclóricos armenios en el palacio de los Pioneros. Durante una de sus actuaciones la destacada cantante Araksia Gyulzadyan, elogió su actuación y la convenció de que recibiera una educación musical formal y se convirtiera en cantante profesional. Realizó su formación vocal en la Escuela de Música Romanos Melikyan.

### Carrera
En 1944, se convirtió en cantante solista del Conjunto de Instrumentos Folclóricos de la Radio de Armenia, donde dedicó sus esfuerzos al conjunto encabezado por Aram Merangulyan. El conjunto se mantuvo fiel a la canción popular armenia y contribuyó a la creación y difusión de canciones de un gran número de compositores armenios. Como muchos otros cantantes armenios, Ofelia Hambardzumyan, también cantó canciones compuestas por compositores y músicos armenios tanto clásicos como contemporáneos.
Su repertorio incluía música clásica armenia, música ashughakan y canciones populares. Fue especialmente reconocida por sus interpretaciones de las canciones del poeta, músico y ashik armenio Sayat-Nova, como Յարէն էրուած իմ Yaren ervac im, Յիս կանչում եմ լալանին Yis kanchum em lalanin y otras. También interpretó la música de trovadores armenios como Fahrad, Jivani, Sheram. Además, interpretó las canciones de varios Ashik contemporáneos comoː Gusan Shahen, Havasi y Gusan Ashot, entre otros muchos; a menudo fue la primera intérprete de estas canciones. El trovador Ashot confesó que había creado las canciones Ojakhum (En el hogar ), Du Tsakhkavar Zangezuri (Tu flor de Zangezur) y otras canciones especialmente para ella.
El 3 de septiembre de 2011, el presidente de la República de Armenia Serzh Sargsián, con motivo del 20.º aniversario de la independencia de la República de Armenia, condecoró con la Orden de San Mesrop Mashtots a Ofelia Hambardzumyan, por su gran contribución personal al desarrollo y difusión de la música popular armenia.
Murió el 13 de junio de 2016 a la avanzada edad de 91 años, en Ereván y fue enterrada en el panteón de Komitas.

## Condecoraciones
A lo largo de su extensa carrera musical Ofelia Hambardzumyan recibió las siguientes condecoraciones
- Artista del pueblo de la República Socialista Soviética de Armenia (1959)
- Orden de San Mesrop Mashtots - «por su significativa contribución al arte de la canción armenia» (2011).[3]
- Orden de la Bandera Roja del Trabajo
- Orden de la Insignia de Honor